# Винницкая епархия УПЦ
Ви́нницкая епа́рхия (укр. Вінницька єпархія) — епархия Украинской православной церкви (Московского патриархата) (УПЦ МП) на территории Барского, Винницкого, Жмеринского, Казатинского, Калиновского, Литинского и Хмельникского районов Винницкой области. На территории Винницкой области действует ещё две епархии УПЦ: Могилёв-Подольская епархия и Тульчинская и Брацлавская епархия.

## История
Винницкое викариатство Подольской и Брацлавской епархии существовало с 9 мая 1836 года. Местом пребывания епископа был назначен Шаргородский во имя святого Николая Чудотворца мужской монастырь. Упразднено 25 марта 1861 года. Возобновлено в 1904 году.
В 1919 году центр Подольской губернии из Каменца-Подольского был перемещён в Винницу.
В феврале 1932 года была образована Винницкая область, в следующем году Винницкое викариатство стало самостоятельной епархией.
В январе 1947 года в епархии насчитывалось 670 церквей и три женских монастыря, 435 священников и 17 диаконов. Перед этим десять храмов и один монастырь закрыли. В 1948 году с регистрации сняли ещё 44 церковных здания, на Винничине оставалось наибольшее количество православных церквей — 780. В период с 1945 по 1950 годы всего были закрыты 172 церкви и оставались 717. В 1957 году в епархии был 601 действующий храм с 393 священниками и шестью диаконами. С 1959 по 1964 год власти закрыли 241 храм и сняли с регистрации 224 прихода. Оставалось на то время 350 приходов с 344 храмами, где служили 183 священника. В 149 церковных зданиях служба не совершалась более года.
К середине 1980-х годов в Винницкой епархии, наибольшей среди епархий Московской патриархии, насчитывалось 265 приходов, на которых служили 149 священников и три диакона.
С конца 1980-х началось открытие ранее закрытых храмов и рост числа приходов епархии. В год 1000-летия крещения Руси был вновь открыт кафедральный Рождества Богородицы собор Винницко-Брацлавской епархии в Виннице. В 1990 году кафедральным храмом стал переданный Церкви Спасо-Преображенский собор, закрытый властью в 1962 году.
К 1994 году число приходов достигло достигло 561. В связи с этим Священный синод УПЦ 4 октября 1994 года принял решение о разделении Винницкой епархии на Винницко-Могилёв-Подольскую с центром в Виннице и Тульчинско-Брацлавскую с центром в городе Тульчине.
5 января 2013 года Могилёв-Подольский, Мурованокуриловецкий, Томашпольский, Черновецкий и Шаргородский районы на юге епархии были переданы новоучреждённой Могилёв-Подольской епархии, а к Винницкой из состава Тульчинской был присоединён Казатинский район.
7 ноября 2018 года во время заседания Собора епископов УПЦ в Киево-Печерской лавре, который принял решение, что епископы, духовенство и миряне УПЦ не будут участвовать в создаваемой Константинопольским патриархатом автокефальной церкви Украины (ПЦУ), единственным из 83 присутствовавших архиереев, не поддержавшим постановление Собора, стал митрополит Винницкий и Барский Симеон (Шостацкий). В связи с этим 16 ноября состоялось экстренное собрание духовенства Винницы, куда был приглашён и митрополит Симеон, однако он отказался прийти. Собрание поддержало «нынешний статус Украинской православной церкви как самоуправляемой с правами независимости и самостоятельности», осудило «грубое антиканоничное вмешательство Константинопольского патриархата в жизнь нашей Церкви» и выразило «всецелую поддержку предстоятелю нашей Церкви Блаженнейшему Онуфрию, митрополиту Киевскому и всея Украины».
14 декабря 2018 года патриарх Константинопольский Варфоломей принял митрополита Симеона (Шостацкого) в юрисдикцию Константинопольского патриархата вместе с его «непорочным клиром и благочестивым народом, освобождая от всякой ответственности, или обвинения, или любого другого прещения, налагаемого на Вас каким бы то ни было церковным органом, и полностью принимая все, что Вы делали как епископ и пастырь». 15 декабря Симеон участвовал в «Объединительном соборе», в связи с чем 17 декабря Священный синод Украинской православной церкви запретил его в священнослужении и назначил архиепископа Варсонофия (Столяра) на Винницкую кафедру.
15 декабря 2018 года, во время проведения «Объединительного собора», Спасо-Преображенский кафедральный собор был захвачен неизвестными людьми спортивного телосложения
16 декабря после службы митрополит Симеон объявил в соборе о переходе в юрисдикцию новоучрежденной Православной церкви Украины. Лояльный Симеону пресс-секретарь Винницкой епархии протодиакон Вячеслав Демченко заявил о поддержке прихожанами решения владыки, но в то же время в Украинской православной церкви заявили, что большая часть прихожан и служителей кафедрального собора Винницы отказалась последовать за Симеоном.
Когда митрополит Симеон (Шостацкий) объявил о переходе в ПЦУ, 65 из 280 священников епархии, по словам Симеона, последовали за ним. Однако, по данным Интерфакс-Религия, 18 декабря в Крестовоздвиженском соборе Винницы прошла встреча духовенства епархии с новоназначенным архиереем — архиепископом Варсонофием (Столяром), после которого 45 «ушедших» клириков заявили, что останутся «в канонической Церкви».

## Епископы
Винницкое викариатство Подольской и Брацлавской епархии
- Евгений (Добротворский) (31 мая 1836 — 10 апреля 1841)
- Иустин (Михайлов) (20 июля 1841 — 27 июля 1842)
- Афанасий (Дроздов) (15 августа 1842 — 13 января 1847)
- Евсевий (Орлинский) (9 марта 1847 — 10 декабря 1850)
- Макарий (Булгаков) (28 января 1851 — 1 мая 1857)
- Израиль (Лукин) (25 марта 1861 — 25 мая 1861)
- Климент (Верниковский) (2 декабря 1904 — 27 августа 1905)
- Борис (Шипулин) (24 июня 1912 — 14 февраля 1914)
- Давид (Качахидзе) (14 февраля 1914 — 7 ноября 1917)
- Пимен (Пегов) (октябрь 1917 — 17 сентября 1918)
- Амвросий (Полянский) (22 октября 1918—1925)
- Феодосий (Ващинский) (22 июля 1926 — 9 мая 1928)
- Варлаам (Козуля) (январь 1927 — июль 1931)
- Филарет (Линчевский) (13 мая 1932—1933)

Винницкая епархия
- Александр (Петровский) (25 августа 1933 — 20 мая 1937)
- Иннокентий (Тихонов) (23 марта — 29 ноября 1937)
- Евлогий (Марковский) (23 июля 1942—1943)
- Максим (Бачинский) (23 мая 1944 — 13 мая 1945)
- Варлаам (Борисевич) (13 мая 1945 — январь 1946)
- Протоиерей Н. М. Салата (1946—1947) в/у
- Иаков (Заика) (2 февраля 1947 — 18 ноября 1948)
- Иннокентий (Зельницкий) (30 января 1949 — 27 декабря 1951)
- Андрей (Сухенко) (27 декабря 1951 — 9 февраля 1954) в/у, еп. Черновицкий
- Андрей (Сухенко) (9 февраля 1954 — 17 ноября 1955)
- Симон (Ивановский) (17 октября 1955 — 14 августа 1961)
- Иоасаф (Лелюхин) (14 августа 1961 — 30 марта 1964)
- Алипий (Хотовицкий) (30 марта 1964 — 11 ноября 1975)
- Агафангел (Саввин) (16 ноября 1975 — 29 сентября 1991)
- Феодосий (Дикун) (29 сентября 1991 — апрель 1992)
- Агафангел (Саввин) (апрель — 26 июля 1992)
- Макарий (Свистун) (22 июня 1992 — 4 июня 2007)
- Пантелеимон (Бащук) (31 мая — 10 июня 2007) в/у, епископ Шаргородский
- Симеон (Шостацкий) (10 июня 2007 — 17[10] декабря 2018) запрещён Священным синодом УПЦ в служении «в связи с уклонением в раскол»[11]
- Варсонофий (Столяр) (с 17 декабря 2018 года)

## Благочиния
Епархия разделена на девять благочиний:
- I Винницкое городское
- II Винницкое городское
- Барское
- Винницкое районное
- Жмеринское
- Калиновское
- Казатинское
- Литинское
- Хмельникское

## Монастыри
В епархии действуют три монастыря:
- Браиловский Свято-Троицкий монастырь
- Монастырь Барской иконы Божией Матери
- Иоанно-Богословский Лемешевский монастырь